# Dream Star Fighting Marigold
Dream Star Fighting Marigold o simplemente Marigold, es una empresa de lucha libre profesional japonesa exclusivamente femenina. Fue fundada por Rossy Ogawa en abril de 2024, tras su salida de World Wonder Ring Stardom.

## Historia

### Formación
Marigold fue fundada por la ex coproductora de All Japan Women's Pro-Wrestling y promotora de World Wonder Ring Stardom (Stardom), Rossy Ogawa, después de que Ogawa fuera despedido de Stardom. En febrero de 2024, Ogawa fue despedido de Stardom después de que la gerencia de la empresa la acusara de "cazar talentos" para lo que sería Marigold. Él ha negado esta afirmación.
Tras el anuncio de la creación de la empresa, varias miembros activas del roster de Stardom y Actwres girl'Z (AWG) desertaron a Marigold. Entre ellas se encontraban las miembros de la lista de Stardom Giulia, Utami Hayashishita, Mirai, Nanae Takahashi, Mai Sakurai, Victoria Yuzuki y Nao Ishikawa, así como las miembros de la lista de AWG Natsumi Sumikawa, Miku Aono, Misa Matsui, Chiaki, Chika Goto y Kouki Amarei. Ogawa nombró su nueva empresa en honor a la canción de Aimyon titulada "Marigold", ya que contiene el mensaje de que "las caléndulas a menudo se asocian con la poderosa fuerza del sol y representan el poder, la fuerza y la luz que reside dentro de las personas". También se informó que Marigold tendría una relación de trabajo con la WWE.

### Actualidad
Marigold organizó su evento inaugural, titulado "Marigold Fields Forever", el 20 de mayo de 2024 en el Korakuen Hall de Tokio. El espectáculo y los espectáculos posteriores se anunciaron como transmitidos en Wrestle Universe. El 13 de julio, en Summer Destiny, Marigold coronó a tres campeones inaugurales: Miku Aono ganó el Campeonato Nacional Unido y Natsumi Showzuki ganó el Campeonato Super Fly, ambos determinados en un torneo de eliminación cuatro mujeres. En el evento principal del espectáculo, Sareee se convirtió en la Campeona Mundial inaugural al derrotar a Giulia. El evento también vio a Iyo Sky de la WWE derrotar a Utami Hayashishita.

## Asociaciones
Aunque es poco frecuente, durante su historia, Marigold ha trabajado con otras promociones de lucha libre en esfuerzos de colaboración:
| Año           | Empresa                       |
| ------------- | ----------------------------- |
| 2024-presente | Pro Wrestling NOAH            |
| 2024-presente | World Wrestling Entertainment |

## Campeonatos
La DSFM posee 4 campeonatos principales activos.
- El Marigold World Championship (Campeonato Mundial de Marigold), campeonato máximo de la compañía
- El Marigold United National Championship (Campeonato Nacional Unida de Marigold), campeonato secundario.
- El Marigold Twin Star Championship  (Campeonato de las Estrellas Gemelas de Marigold), campeonato de parejas.
- El Marigold Super Fly Championship (Campeonato Super Fly de Marigold), campeonato para luchadoras de agilidad.

## Personal de Dream Star Fighting Marigold

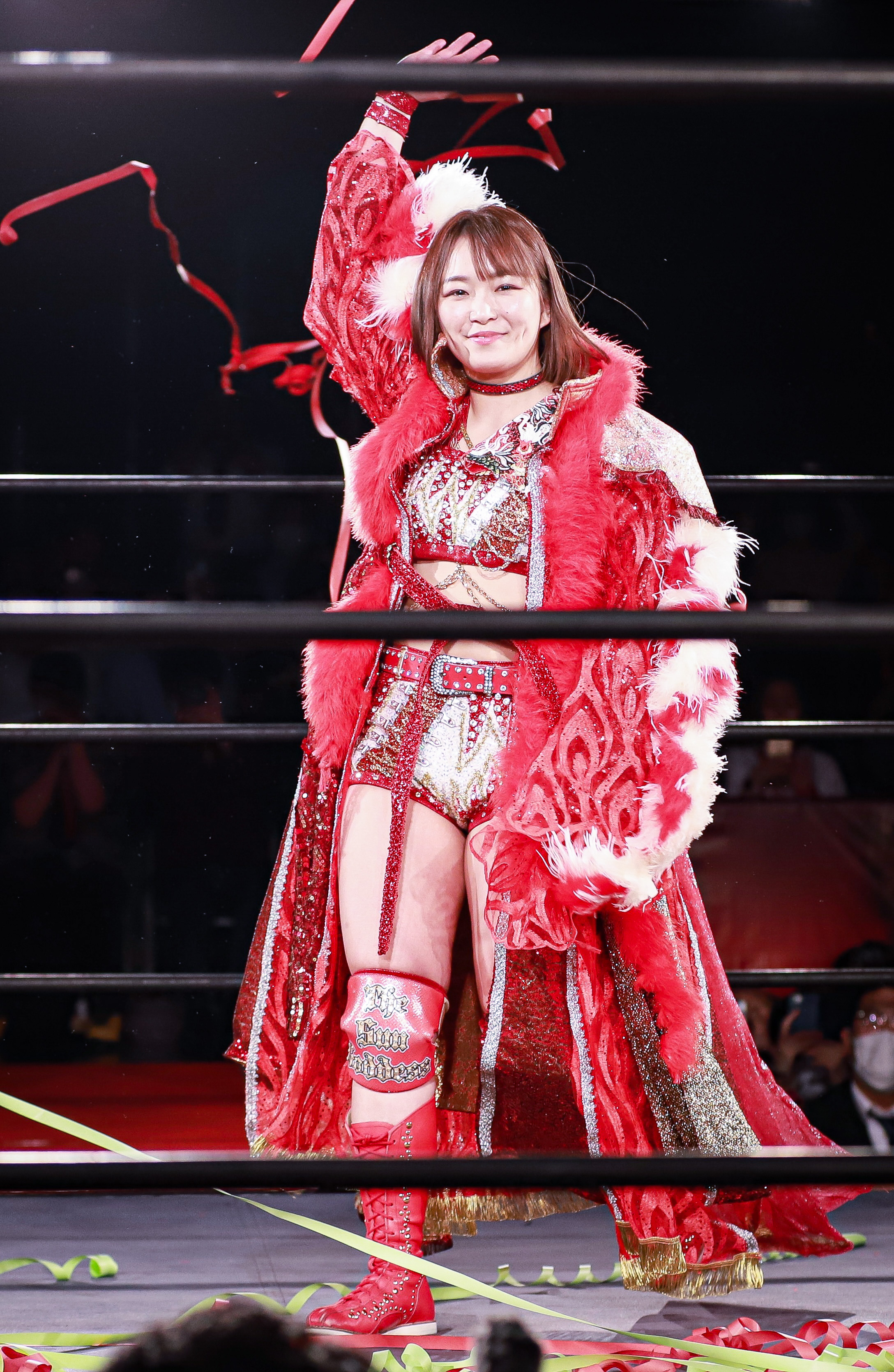
Sareee Campeona Mundial de Marigold

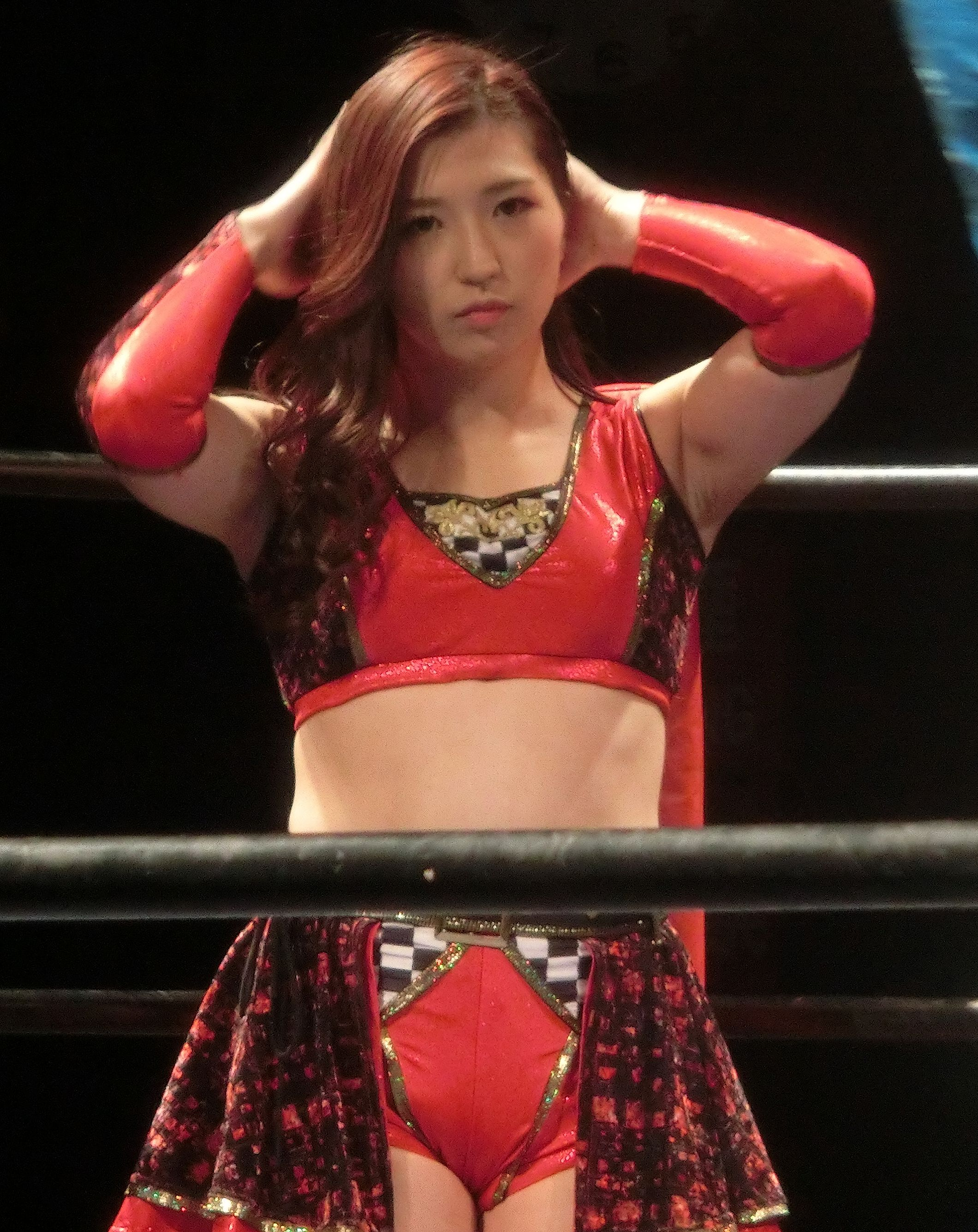
Miku Aono Campeona Nacional Unida de Marigold

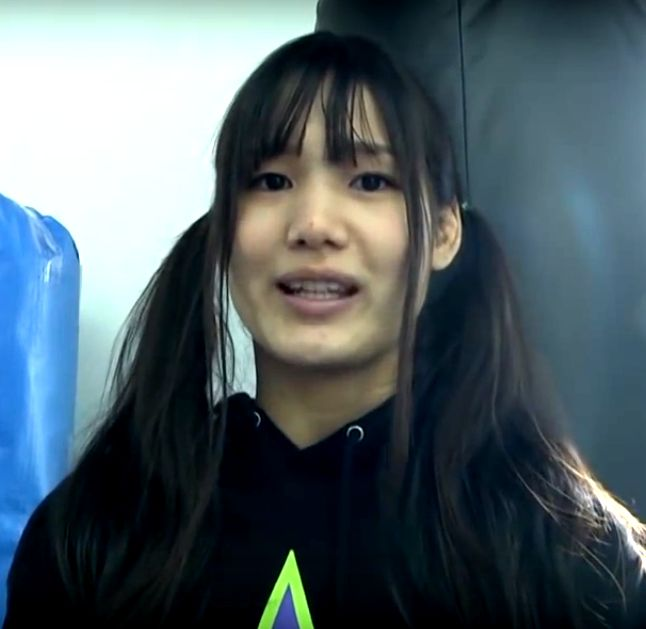
Natsumi Showzuki Campeona Super Fly de Marigold

### Plantel de luchadoras y otros
| Nombre             | Nombre Real        | Notas                                          |
| ------------------ | ------------------ | ---------------------------------------------- |
| Chiaki             | Chiaki Kanahama    |                                                |
| Chika Goto         | Chika Goto         |                                                |
| Hummingbird        | Desconocida        |                                                |
| Kizuna Tanaka      | Kizuna Tanaka      |                                                |
| Kouki Amarei       | Desconocida        | Campeona Femenina de la GHC.                   |
| Komomo Minami      | Komomo Minami      |                                                |
| Mai Sakurai        | Mai Sakurai        | Campeona de las Estrellas Gemelas de Marigold. |
| Miku Aono          | Miku Aono          | Campeona Nacional Unida de Marigold.           |
| Minami Yuuki       | Desconocida        |                                                |
| Mirai              | Mirai Ito          | Campeona de las Estrellas Gemelas de Marigold. |
| Nagisa Nozaki      | Nagisa Nozaki      | Contrato libre.                                |
| Nagisa Tachibana   | Desconocida        | Entrenadora.                                   |
| Naho Yamada        | Naho Yamada        |                                                |
| Nanae Takahashi    | Nanae Takahashi    |                                                |
| Natsumi Showzuki   | Natsumi Tokoda     | Campeona Super Fly de Marigold.                |
| Nao Ishikawa       | Nao Ishikawa       |                                                |
| Rea Seto           | Desconocida        |                                                |
| Ryoko Sakimura     | Desconocida        | Entrenadora.                                   |
| Sareee             | Sari Fujimura      | Contrato libre. Campeona Mundial de Marigold.  |
| Seri Yamaoka       | Seri Yamada        | Entrenadora.                                   |
| Shinno             | Shinno Omukai      | Entrenadora.                                   |
| Utami Hayashishita | Utami Hayashishita |                                                |
| Victoria Yuzuki    | Yuzuki Kokawa      |                                                |

#### Equipos
| Nombre       | Miembros                        | Notas                                          |
| ------------ | ------------------------------- | ---------------------------------------------- |
| MiraiSaku    | Mai Sakurai & Mirai             | Campeona de las Estrellas Gemelas de Marigold. |
| Selene Flora | Kizuna Tanaka & Victoria Yuzuki |                                                |